# A-1 Pictures
A-1 Pictures Inc. (Japans: 株式会社エー・ワン・ピクチャーズ, Romaji: Kabushiki-gaisha E Wan Pikuchāzu) is een Japanse animatiestudio opgericht op 9 mei 2005 door Mikihuro Iwata. Het bedrijf is een dochteronderneming van het Japanse bedrijf Aniplex, wat weer een dochteronderneming is van het bedrijf Sony Music Entertainment Japan. In april 2018 werd de studio in Kōenji hernoemd naar CloverWorks. Deze studio heeft een eigen identiteit die anders is dan haar studio in Asagaya, Tokio.

## Producties

### Animeserie
| Titel                                          | Eerste uitzending | Laatste uitzending | Genre(s)                                                                | Aantal afleveringen |
| ---------------------------------------------- | ----------------- | ------------------ | ----------------------------------------------------------------------- | ------------------- |
| Zenmai Zamurai                                 | 3 april 2006      | 26 maart 2010      | Fantasy                                                                 | 175                 |
| Big Windup!                                    | 12 april 2007     | 28 september 2007  | Komedie, sport (basketbal)                                              | 26                  |
| Persona: Trinity Soul                          | 5 januari 2008    | 28 juni 2008       | Mysterie, bovennatuurlijk                                               | 26                  |
| Tetsuwan Birdy: Decode                         | 4 juli 2008       | 29 september 2008  | Komedie, sciencefiction                                                 | 13                  |
| Black Butler                                   | 3 oktober 2008    | 27 maart 2009      | Historische fictie, zwarte humor, dark fantasy, Psychologische thriller | 24                  |
| Kannagi: Crazy Shrine Maidens                  | 4 oktober 2008    | 27 december 2008   | Drama, romantische komedie                                              | 13                  |
| Tetsuwan Birdy: Decode 2                       | 9 januari 2009    | 28 mei 2009        | Komedie, sciencefiction                                                 | 12                  |
| Valkyria Chronicles                            | 4 april 2009      | 26 september 2009  | Actie, drama, komedie, romantiek, krijgsmacht                           | 26                  |
| Fairy Tail                                     | 12 oktober 2009   | loopt nog          | Actie, avontuur, fantasy                                                | 277                 |
| Sound of the Sky                               | 5 januari 2010    | 22 maart 2010      | Komedie-drama, slice of life, maatschappelijke sciencefiction           | 12                  |
| Okiku Furikabutte ~Natsu no Taikai-hen~        | 1 april 2010      | 24 juni 2010       | Komedie, sport (basketbal)                                              | 14                  |
| Working!!                                      | 4 april 2010      | 26 juni 2010       | Komedie, slice of life, romantiek                                       | 13                  |
| Night Raid 1931                                | 5 april 2010      | 28 juni 2010       | Actie, geschiedenis, sciencefiction                                     | 13                  |
| Black Butler II                                | 2 juli 2010       | 17 september 2010  | Historische fictie, zwarte humor, dark fantasy, Psychologische thriller | 12                  |
| Occult Academy                                 | 6 juli 2010       | 27 september 2010  | Fantasy, bovennatuurlijke                                               | 13                  |
| Togainu no Chi                                 | 7 oktober 2010    | 23 december 2010   | Actie, romantiek, Yaoi                                                  | 12                  |
| Fractale                                       | 13 januari 2011   | 31 maart 2011      | Sciencefiction                                                          | 11                  |
| Anohana: The Flower We Saw That Day            | 14 april 2011     | 23 juni 2011       | Drama, romantiek, bovennatuurlijke, tragedie                            | 11                  |
| Blue Exorcist                                  | 17 april 2011     | 2 oktober 2011     | Actie, bovennatuurlijke                                                 | 25                  |
| Uta no Prince-sama: Maji Love 1000%            | 2 juli 2011       | 24 september 2011  | Reverse harem, romantiek, komedie, muziek, Japans idool                 | 13                  |
| Working!!                                      | 4 april 2010      | 26 juni 2010       | Komedie, slice of life, romantiek                                       | 13                  |
| Space Brothers                                 | 1 april 2012      | 22 maart 2014      | Komedie, drama                                                          | 99                  |
| Tsuritama                                      | 12 april 2012     | 28 juni 2012       | Komedie, sciencefiction                                                 | 12                  |
| Sword Art Online                               | 7 juli 2012       | loopt nog          | Actie, avontuur, sciencefiction                                         | 25                  |
| From the New World                             | 29 september 2012 | 23 maart 2013      | Speculatieve fictie, sciencefiction, horror, drama                      | 25                  |
| Chō soku Henkei Gyrozetter                     | 2 oktober 2012    | 24 september 2013  | Sciencefiction                                                          | 51                  |
| Magi: The Labyrinth of Magic                   | 7 oktober 2012    | 31 maart 2013      | Actie, avontuur, fantasy                                                | 25                  |
| Ore no Kanojo to Osananajimi ga Shuraba Sugiru | 6 januari 2013    | 31 maart 2013      | Harem, Romantische komedie, slice of life                               | 13                  |
| Vividred Operation                             | 11 januari 2013   | 29 maart 2013      | Actie, sciencefiction                                                   | 13                  |
| Uta no☆Prince-sama♪ Maji LOVE 2000%            | 3 april 2013      | 26 juni 2013       | Reverse harem, romantiek, komedie, muziek                               | 13                  |
| Ore no Imōto ga Konna ni Kawaii Wake ga Nai    | 7 april 2013      | 30 juni 2013       | Komedie, harem, romantiek                                               | 13                  |
| Servant × Service                              | 5 juli 2013       | 27 september 2013  | Komedie, romantiek                                                      | 13                  |
| Silver Spoon                                   | 11 juli 2013      | 9 september 2013   | Komedie, slice of life, romantiek                                       | 11                  |
| Magi: The Kingdom of Magic                     | 6 oktober 2013    | 30 maart 2014      | Actie, avontuur, fantasy                                                | 25                  |
| Galilei Donna                                  | 10 oktober 2013   | 19 december 2013   | Actie, avontuur, sciencefiction, romantiek                              | 11                  |
| Silver Spoon 2                                 | 9 januari 2014    | 27 maart 2014      | Komedie, slice of life, romantiek                                       | 11                  |
| World Conquest Zvezda Plot                     | 11 januari 2014   | 29 maart 2014      | Komedie, fantasy, sciencefiction                                        | 12                  |
| Nanana's Buried Treasure                       | 10 april 2014     | 19 juni 2014       | Avontuur, actie, bovennatuurlijk, romantiek, komedie                    | 11                  |
| Aldnoah.Zero                                   | 5 juli 2014       | 28 maart 2015      | Actie, mecha, romantiek                                                 | 24                  |
| Sword Art Online 2                             | 5 juli 2014       | 20 december 2014   | Actie, avontuur, sciencefiction                                         | 24                  |
| Persona 4: The Golden Animation                | 11 juli 2014      | 25 september 2014  | Fantasy, mysterie, bovennatuurlijk                                      | 12                  |
| Black Butler: Book of Circus                   | 10 juli 2014      | 12 september 2014  | Historie, zwarte humor, dark fantasy, psychologische thriller           | 10                  |
| Magic Kaito 1412                               | 4 oktober 2014    | 28 maart 2015      | Komedie-drama, misdaad                                                  | 24                  |
| The Seven Deadly Sins                          | 5 oktober 2014    | loopt nog          | Actie, avontuur, fantasy                                                | 24                  |
| Your Lie in April                              | 9 oktober 2014    | 19 maart 2015      | Drama, romantiek, muziek                                                | 22                  |
| Saekano: How to Raise a Boring Girlfriend      | 8 januari 2015    | 25 maart 2015      | Romantische komedie, harem                                              | 12                  |
| The Idolmaster Cinderella Girls                | 10 januari 2015   | 11 april 2015      | Komedie-drama                                                           | 13                  |
| Magical Girl Lyrical Nanoha ViVid              | 3 april 2015      | 19 juni 2015       | Avontuur, maho shojo                                                    | 12                  |
| Gunslinger Stratos                             | 4 april 2015      | 20 juni 2015       | Actie, sciencefiction, romantiek                                        | 12                  |
| Ultimate Otaku Teacher                         | 4 april 2015      | 26 september 2015  | Komedie, romantiek, slice of life, harem, actie                         | 24                  |
| Uta no☆Prince-sama♪ Maji Love Revolution       | 5 april 2015      | 28 juni 2015       | Reverse harem, romantiek, komedie, muziek                               | 13                  |
| Gate: Jieitai Kano Chi nite, Kaku Tatakaeri    | 4 juli 2015       | loopt nog          | Fantasy                                                                 | 24                  |
| Working!!!                                     | 4 juli 2015       | 26 december 2015   | Romantiek, slice of life, komedie                                       | 14                  |
| The Idolmaster Cinderella Girls: 2nd Season    | 17 juli 2015      | 17 oktober 2015    | Komedie-drama                                                           | 12                  |
| Subete ga F ni Naru                            | 8 oktober 2015    | 17 december 2015   | Mysterie                                                                | 11                  |
| The Asterisk War                               | 3 oktober 2015    | 19 december 2015   | Actie, romantiek, harem                                                 | 12                  |
| Boku Dake ga Inai Machi                        | 7 januari 2016    | 25 maart 2016      | Fantasy                                                                 | 12                  |
| Grimgar of Fantasy and Ash                     | 10 januari 2016   | 28 maart 2016      | actie, avontuur, drama, fantasie                                        | 12                  |
| Ace Attorney                                   | 2 april 2016      | 24 september 2016  | Avontuur                                                                | 24                  |
| Qualidea Code                                  | Nog niet bekend   | Nog niet bekend    | Nog niet bekend                                                         | Nog niet bekend     |

### Films
| Titel                                              | Première          | Genre(s)                                    |
| -------------------------------------------------- | ----------------- | ------------------------------------------- |
| Welcome to the Space Show                          | 18 februari 2010  | Sciencefiction                              |
| Fairy Tail the Movie: Phoenix Priestess            | 18 augustus 2012  | Fantasy, actie                              |
| Blue Exorcist: The Movie                           | 18 december 2012  | Actie, bovennatuurlijk, komedie             |
| Saint Young Men                                    | 10 mei 2013       | Komedie, slice of life                      |
| Anohana: The Flower We Saw That Day                | 31 augustus 2013  | Drama, romantiek, bovennatuurlijk, tragedie |
| The Idolmaster Movie: Beyond the Brilliant Future! | 25 januari 2015   |                                             |
| Ōkii Ichinensei to Chiisana Ninensei               | 2014              |                                             |
| Space Brothers                                     | 9 augustus 2014   | Komedie, drama                              |
| The Anthem of the Heart                            | 19 september 2015 |                                             |
| Garakowa: Restore the World                        | 9 januari 2016    |                                             |
| Shelter: The Animation                             | 18 oktober 2016   | Music                                       |

### Original video animation
| Titel                        | Première                                           | Genre(s)                                                      |
| ---------------------------- | -------------------------------------------------- | ------------------------------------------------------------- |
| Valkyria Chronicles III      | 27 januari 2011                                    | Actie, drama, krijgsmacht                                     |
| Black Butler: Book of Murder | 25 oktober 2014 (deel 1) 15 november 2014 (deel 2) | Historie, zwarte humor, dark fantasy, psychologische thriller |

### Computerspellen
| Titel                                          | Jaar | Product                   |
| ---------------------------------------------- | ---- | ------------------------- |
| Ōkiku Furikabutte: Honto no Ace ni Nareru Kamo | 2008 | Nintendo DS-spel          |
| Shin Megami Tensei: Persona 4                  | 2008 | PlayStation 2-spel        |
| Valkyria Chronicles II                         | 2010 | PlayStation Portable-spel |